# فستا
ڤستا (باللاتينية: Vesta) هي إلهة رومانية عذراء، وهي إلهة الموقد والبيت والعائلة. لا يعرف الكثير عنها وليس لها شخصية مميزة على عكس الآلهة الرومانية الأخرى، وليس لها صور ولم تذكر في الأساطير. يرمز لوجودها بالنار المقدسة التي تحرق في موقدها ومعابدها. تشبه الإلهة هيستيا في الأساطير الإغريقية لكنها أهم منها. تقول الأساطير أن الإلهة فستا هي التي علّمت الشعب الروماني القديم كيفية استعمال النار. وكانوا يبنون لها أمام بيوتهم معبداً صغيراً ضمنه نار مشتعلة تكريماً لها. كانت هياكلها منتشرة في الإمبراطورية الرومانية ولكن أعظم هياكلها بني في مدينة روما، مركزه بين الكابيتول وجبل بالاتين. أما أعيادها فكانت تقوم على مرحلتين: الأولى في آذار، والثانية تمثل العيد الأهم بين 7 و15 حزيران، حيث تقام أعياد شعبية، وخلال هذه الفترة، تنذر العذارى نذورها. وكان يقوم على خدمتها كاهنات عذارى يعينهنّ كبير كهنة روما، يدعين الفيستال.